# 京房
京 房（けい ぼう、紀元前77年 - 紀元前37年）は、前漢の人。字は君明。東郡頓丘県の人。元の姓は李であったが、自ら京氏に改姓した。『易経』の大家。

## 略歴
『易経』を梁国の人である焦延寿より学んだ。焦延寿は「私の説を学んで身を滅ぼすのは、必ずや京房であろう」と評した。
京房の説は災異について詳しく、易の六十四卦を一年間に割り当て、日々に起こる事を知るというものであった。また京房は音楽を好んだ。
京房は初元4年（紀元前45年）に孝廉に推挙され郎となった。京房は永光・建昭年間の羌の反乱や日食などを予言する上書をするなど、しばしば予言を的中させたので、元帝は喜んだ。元帝が京房に面会すると、京房は「いにしえは功績によって賢者を推挙したのでよく治まり、末世は褒貶によって人を選んでいるので業績が廃れ災異がもたらされるのです。百官に功績を試験させるようにすれば、災異もやむことでしょう」と進言した。元帝は詔を下して京房にその件をやらせ、京房は官僚の評定法を上奏した。
京房を大臣たちと議論させたところ、大臣たちはみなその評定法が煩瑣であり、上下を互いに監視させるものであると述べて認めなかった。刺史たちにもその評定法を評価させたが、刺史たちも反対した。ただ、御史大夫鄭弘と光禄大夫周堪だけは、最初は反対していたが後に賛成に回った。
当時は中書令石顕が権力を握っており、石顕の友人の五鹿充宗は尚書令となっていた。五鹿充宗は京房と同じ易経を修めていたが互いの論を非難していた。また京房は元帝に対して斉の桓公・秦の二世皇帝を引き合いに出して石顕を批判した。
元帝は京房の評定法を試すため、評定法を熟知する弟子の名前を出させたが、京房を憎む石顕と五鹿充宗は京房を遠ざけるため、試しに京房を郡太守にするべきだと建言した。元帝はそこで京房を秩八百石で魏郡太守にし、そこで評定法を用いることを許した。京房は刺史に属しないこと、他郡の人間を部下に招くこと、秩千石以下の官を自分で評定すること、毎年上奏することを請い、許された。
大臣に反対されている中で朝廷から離れることとなった京房は憂い怖れた。淮陽王劉欽の外戚張博は京房より『易経』を学び、京房に娘を嫁がせていたが、京房は自分の災異説や元帝との密談内容を記して張博を通して淮陽王に与え、淮陽王より進言させて自分の助けとなるようにした。しかしこのことを石顕に掴まれ、京房が朝廷を離れると告発され、京房も張博も獄に下された。
建昭2年（紀元前37年）、京房と張博は処刑され、家族は辺境へ配流された。
なお、前漢の『易経』の大家として、梁丘賀に『易経』を教えた太中大夫京房という人物がいるが、本項の魏郡太守京房とは別人である（『漢書』儒林伝）。

## 著作について
京房の著作として『京房易伝』が残っているが、これは『漢書』五行志にしばしば引用されている『京房易伝』とはまるで一致せず、『漢書』の引用の方が信頼できるものであるとされている（本田済著『中国古典選１ 易 上』解説）。